# Terremoto de Caldera de 1942
El Terremoto de Caldera de 1942 fue un sismo registrado el 6 de septiembre de 1942 a las 21:43 horas (hora local). Tuvo una intensidad de VIII en la escala de Mercalli.
El sismo se pudo apreciar desde Iquique hasta Los Vilos, mientras que el maremoto tocó tierra desde Lima hasta Puerto Saavedra. El posterior maremoto cobró la vida de 5 personas, 16 resultaron heridas y hubo 705 damnificados.